# Xamil Sérikov
Xamil Sérikov   (Almati, 5 de març de 1956 - Almati, 22 de novembre de 1989) fou un lluitador kazakh, especialista en lluita grecoromana, que va competir sota bandera soviètica durant la dècada de 1980.
El 1980 va prendre part en els Jocs Olímpics de Moscou, on guanyà la medalla d'or en la prova del pes gall del programa de lluita grecoromana. En el seu palmarès també destaquen dues medalles d'or al Campionat del món de lluita, una d'or al Campionat d'Europa de lluita i un títol nacional del pes gall.
En retirar-se va passar a exercir d'entrenador al Kazakhstan fins a la seva mort.